# TSV Breitengüßbach
Der Turn- und Sportverein Breitengüßbach e. V. ist ein Sportverein aus Breitengüßbach nahe Bamberg in Oberfranken. Überregional ist der Verein für seine Basketballabteilung bekannt.

## Geschichte
Die Vorgänger des TSV waren die 1922 gegründete Spielvereinigung Breitengüßbach sowie der 1923 ins Leben gerufene Männersportverein  Breitengüßbach. Aufgrund des Zweiten Weltkriegs ruhte das Vereinsleben jahrelang. Am 31. Januar 1946 wurde der Verein als Fußballclub Breitengüßbach in der Gaststätte Ziegelhöfer gegründet, trat die Nachfolge der beiden zuvor bestehenden Vereine an und übernahm sowohl die Fahne des Männersportvereins als auch die Vereinsfarben Gelb und Schwarz der Spielvereinigung. Gründungsabteilungen waren Turnen, Ringen und Fußball. 1949 erfolgte die Umbenennung in Turn- und Sportverein.
1979 kam eine Tischtennisabteilung hinzu, 1972 wurde die Kegelsparte gegründet, mit Basketball (1973), Wandern (1978) und Tanzsport (1992) entstanden weitere Abteilungen.

### Basketball
Die Basketballabteilung besteht seit 1973. Der Schwerpunkt liegt auf der Nachwuchsförderung. In den Herrenmannschaften erhalten Jugendspieler, die meist aus der Region stammen, Spielzeit, um sich zu entwickeln. Der Verein arbeitet in der Nachwuchsförderung mit Brose Bamberg zusammen.
Die Herren-Basketballmannschaft beendete die Saison 2007/08 auf dem 9. Tabellenplatz, die männliche U19-Mannschaft erreichte das Finalturnier der deutschen Jugendmeisterschaft. In der Saison 2011/12 wurde Breitengüßbach mit der männlichen U19 (Trainer: Ulf Schabacker) in Hagen deutscher Jugendmeister. Zur Meistermannschaft zählten spätere Berufsbasketballspieler wie Johannes Richter, Phillip Daubner und Dino Dizdarevic. In der Saison 2013/14 wurde man in der U16 Zweiter der deutschen Meisterschaft.
Nach 23 Jahren Zweitliga-Zugehörigkeit stieg die erste Basketball-Mannschaft des TSV Tröster Breitengüßbach am Ende der Saison 2012/2013 sportlich aus der ProB ab. Zu selten war die Mannschaft konkurrenzfähig. Über den Sommer 2013 sollte das Konzept der Nachwuchsförderung überarbeitet werden, um einen sportlich gelungenen Neuanfang in der Regionalliga bewältigen zu können. Da mit dem FC Baunach ein anderer Verein, der mit Brose Bamberg zusammenarbeitet, erst von der Regionalliga in die ProB (2013) und von der ProB in die ProA (2014) aufstieg, verlor Breitengüßbach seine Stellung als „erste Nachwuchsfördermannschaft“ des Bamberger Jugendnetzwerkes im Herrenbereich. In der ersten Regionalliga-Saison 2013/14 erreichte man am Ende mit einer Bilanz von zwölf Siegen und 14 Niederlagen den achten Platz. Ab dieser Saison spielte der Kroate Ivan Đerman bei den Oberfranken und war bis zu seinem Karriereende 2016 Leistungsträger der Mannschaft. In der darauffolgenden Spielzeit wurde man Tabellensiebter mit einer Bilanz von elf Siegen und 15 Niederlagen. In der Saison 2015/16 wurde es in der Abschlusstabelle ein zwölfter Platz. Die U19 des TSV wurde 2016 wieder deutscher Meister, Trainer der Mannschaft um Spieler wie Nils Haßfurther, Leon Kratzer und Tibor Taraš war Markus Lempetzeder.
Zur Saison 2016/17 kehrten mit Erik Land, Alexander Heide, Alexander Engel und Dimitry McDuffie vier Spieler in Breitengüßbachs Herrenmannschaft zurück, die teils Erfahrung im Profibereich gesammelt hatten. Die Spielzeit wurde auf dem fünften Tabellenrang abgeschlossen. 2023 kehrte der TSV unter der Leitung von Trainer Mark Völkl in die 2. Bundesliga ProB zurück. Dort wurde 2024 der Klassenerhalt verpasst. In der Saison 2024/25 wurden die Breitengüßbacher abermals Meister der 1. Regionalliga Süd-Ost. Trainer der Meistermannschaft war erneut Mark Völkl. Auf den Aufstieg in die 2. Bundesliga ProB verzichtete der Verein diesmal.

## Bekannte ehemalige Basketballspieler

### Bundesligaspieler
- Dino Dizdarevic
- Steffen Hamann (Nationalspieler)
- Felix Hoffmann
- Leon Kratzer (Nationalspieler)
- Erik Land
- Dirk Mädrich (Nationalspieler)
- Christopher McNaughton (Nationalspieler)
- Philipp Neumann (Nationalspieler)
- Kai Nürnberger (Nationalspieler)
- Andreas Obst (Nationalspieler)
- Tim Ohlbrecht (Nationalspieler)
- Ivan Pavić
- Johannes Richter
- Moritz Sanders
- Daniel Schmidt
- Dominik Schneider
- Sven Schultze (Nationalspieler)
- Maurice Stuckey
- Karsten Tadda (Nationalspieler)
- Johannes Thiemann (Nationalspieler)
- Robert Zinn (Nationalspieler)

### NBA-Spieler
- Boniface N’dong